# Узлян, Александр Аркадьевич
Александр Аркадьевич Узлян (1908 — 198?) — советский фотограф, фотокорреспондент, военный фотокорреспондент.

## Биография
Александр Узлян родился в Ростове-на-Дону в 1908 году.
В конце 1920-х годов отправился в Москву, где поступил в Государственный техникум кинематографии на отделение операторского мастерства. С 1932 года, ещё будучи студентом, в качестве фоторепортера сотрудничал с редакциями печатных изданий. Во время Великой Отечественной войны являлся военным фотокорреспондентом Совинформбюро в районе боевых действий Черноморского флота.
Был штатным репортером в Известиях, Правде и журнале Огонёк. С середины 1960-х гг. трудился в «Литературной газете».
Является автором многочисленных фотосюжетов для видовых открыток разных городов СССР.
Эмигрировал в Израиль в 1972 году. Ушел из жизни в 1980-х гг. в штате Мэриленд, США.